# 迪恩巴赫河
47°46′14″N 11°44′54″E / 47.770441°N 11.748424°E

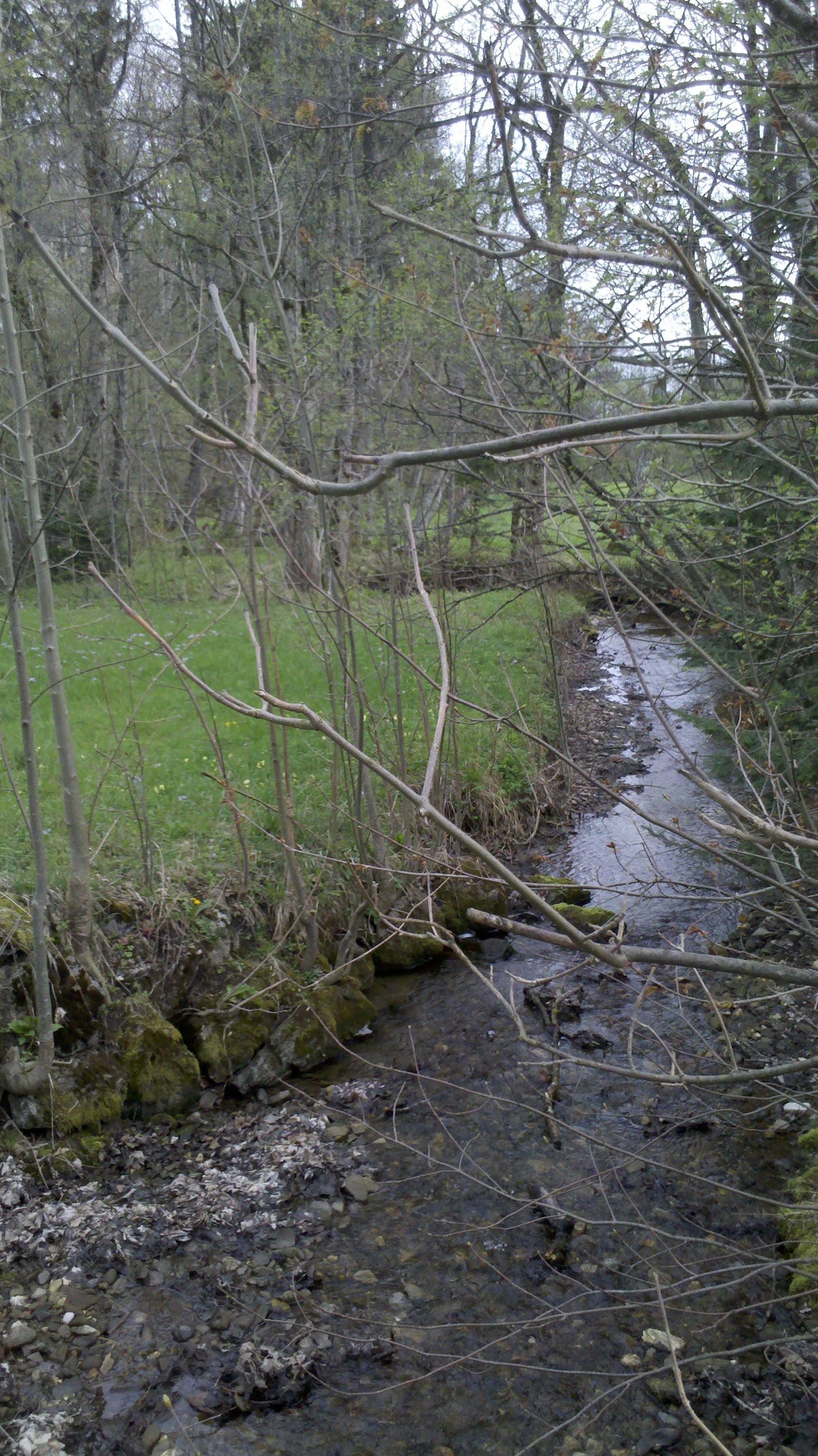

迪恩巴赫河（德語：Dürnbach），是德國的河流，位於該國東南部，由巴伐利亞負責管轄，屬於費斯滕巴赫河的支流，河道全長約7.6公里，發源自內瑟爾沙伊貝山，河口處在泰根湖畔格蒙德。